# Revolución (álbum de WarCry)
Revolución es el sexto álbum de la banda WarCry, Fue lanzado el 27 de octubre de 2008 en formato digipack CD-DVD, con un contenido de doce canciones y un vídeo de los miembros en el estudio de grabación. Este fue el primer y único álbum con el guitarrista José Rubio.

## Listado de canciones
1. La última esperanza - 5:17
2. El cazador - 5:20
3. Nada como tú - 4:26
4. La carta del adiós - 5:20
5. Invierno en mi corazón - 5:42
6. Coraje - 4:01
7. La prisión invisible - 4:45
8. La vida en un beso - 4:28
9. El camino - 3:54
10. Absurda falsedad - 4:37
11. Devorando el corazón - 4:27
12. Abismo - 4:59

## Banda
- Víctor García - voz
- Pablo García - guitarra
- Roberto García - bajo
- Rafael Yugueros - batería
- José Rubio - guitarra
- Manuel Ramil - Teclados

- Datos: Q7318610